# Rapala betuloides
Rapala betuloides är en fjärilsart som beskrevs av Blanchard 1871. Rapala betuloides ingår i släktet Rapala och familjen juvelvingar. Inga underarter finns listade.